# 和歌山市立和歌山高等学校
和歌山市立和歌山高等学校（わかやましりつわかやまこうとうがっこう）は、和歌山県和歌山市六十谷（むそた）に所在する市立の高等学校。
通称は「市高（いちこう）」。2008年度まで「市商（ししょう）」もしくは「市和商（しわしょう）」と呼ばれていた。

## 設置学科
- 全日制課程
  - 普通科（1学年あたり60名）
  - 総合ビジネス科（1学年あたり160名）
  - デザイン表現科（1学年あたり40名）
- 定時制課程
  - ビジネス実践科（1学年あたり40名）
  - ビジネス情報科（1学年あたり40名）

## 沿革
- 1931年 - 和歌山市立和歌山商業学校（2代目）設立
  - 1904年に和歌山市立和歌山商業学校（初代）として開校し、1922年に県に移管された学校（現在の和歌山県立和歌山商業高等学校）とは別の学校。
- 1946年 - 和歌山市立商業学校と改称。
- 1951年 - 和歌山市立和歌山商業高等学校開校（定時制）。
- 1957年 - 全日制を設置。
- 1970年 - 現在地に移転。
- 1987年 - 国際情報科を設置。
- 2002年 - 全日制は総合ビジネス科とデザイン科に学科改変。
- 2009年 - 普通科を設置。それに伴い和歌山市立和歌山高等学校に校名変更。

## 部活動
硬式野球部は甲子園出場が春は8回（1964年、1965年、1967年、2005年、2016年、2019年、2021年、2022年）、夏は6回（1967年、1994年、2004年、2014年、2016年、2023年）である。春は1965年に準優勝、1967・2019・2022年にベスト8の実績を有し、夏は1967年にベスト4の実績を残している。

## 出身者
- 藤田平（元プロ野球選手、元阪神タイガース監督、野球解説者）
- 野上俊夫（元プロ野球選手）
- 阪田隆（元プロ野球選手）
- 正田耕三（元プロ野球選手、起亜タイガースコーチ）
- 松本尚樹（元プロ野球選手、千葉ロッテマリーンズ球団本部長）
- 井上紘一（元プロ野球選手）
- 田村領平（元プロ野球選手）
- 玉置隆（元プロ野球選手、新日鐵住金鹿島）
- 川端慎吾（プロ野球選手、東京ヤクルトスワローズ）
- 阪口哲也（元プロ野球選手、阪神タイガース）
- 益田直也（プロ野球選手、千葉ロッテマリーンズ）
- 三家和真（元プロ野球選手、千葉ロッテマリーンズ）
- 川端友紀（元女子プロ野球選手、埼玉アストライア） - 在学当時はソフトボール部所属、川端慎吾の妹、益田直也とは同級生。
- 小園健太（プロ野球選手、横浜DeNAベイスターズ）
- 松川虎生（プロ野球選手、千葉ロッテマリーンズ）
- 半田真一（高校野球指導者）
- 原田波人(演歌歌手)
- 中川朋香(元fun×fun×)→(現NMB4810期研究生)

## アクセス
- JR阪和線六十谷駅 徒歩約10分
- 和歌山バス「鯉川」停留所 徒歩約5分